# サンシャインブリッジ (亀山市)
サンシャインブリッジは、三重県亀山市布気町の東名阪自動車道亀山パーキングエリアに併設されたハイウェイオアシス・総合公園亀山サンシャインパーク高塚池に架かる歩行者専用橋である。

## 概要
吊床版橋と偏平アーチ橋の複合構造。アーチ部と両端の斜材が吊床版にかかる水平力を相殺することで通常吊床版橋に必要なアンカレイジが不要となり、基礎工事の簡素化を実現した。建設中の仮称ときめき橋で、2002年度土木学会田中賞を受賞している。公園内の短絡用通路としてだけでなく、床版が揺れることを楽しむ遊具の役割を兼ねている。

## 橋のデータ
- 形　式：PC自碇式吊床版橋＋RC固定式偏平アーチ橋
- 橋　長：68.0m
- 最大支間長：50.0m
- 橋上有効幅員：2.5m
- 事業主：三重県
- 設計：日本技術開発　名古屋支社
- 施工：住友建設（現：三井住友建設）本社